# Sn-glicerol-3-fosfat 1-galaktoziltransferaza
sn-Glicerol-3-fosfat 1-galaktoziltransferaza (EC 2.4.1.96, izofloridozid-fosfat sintaza, UDP-Gal:sn-glicero-3-fosforna kiselina 1-alfa-galaktozil-transferaza, UDPgalaktoza:-glicerol-3-fosfat alfa-D-galaktoziltransferaza, uridin difosfogalaktoza-glicerol fosfat galaktoziltransferaza, glicerol 3-fosfat 1alfa-galaktoziltransferaza, UDP-galaktoza:-glicerol-3-fosfat 1-alfa--galaktoziltransferaza) je enzim sa sistematskim imenom UDP-alfa--galaktoza:sn-glicerol-3-fosfat 1-alfa--galaktoziltransferaza. Ovaj enzim katalizuje sledeću hemijsku reakciju
UDP-alfa--galaktoza + sn-glicerol 3-fosfat {\displaystyle \rightleftharpoons } UDP + 1-O-alfa-D-galaktozil-sn-glicerol 3-fosfat
Produkt se hidrolizuje posredstvom fosfataze do izofloridozida.

## Literatura
- Nicholas C. Price; Lewis Stevens (1999). Fundamentals of Enzymology: The Cell and Molecular Biology of Catalytic Proteins (Third изд.). USA: Oxford University Press. ISBN 019850229X.
- Eric J. Toone (2006). Advances in Enzymology and Related Areas of Molecular Biology, Protein Evolution (Volume 75 изд.). Wiley-Interscience. ISBN 0471205036.
- Branden C; Tooze J. Introduction to Protein Structure. New York, NY: Garland Publishing. ISBN 0-8153-2305-0.
- Irwin H. Segel. Enzyme Kinetics: Behavior and Analysis of Rapid Equilibrium and Steady-State Enzyme Systems (Book 44 изд.). Wiley Classics Library. ISBN 0471303097.

## Spoljašnje veze
- Sn-glycerol-3-phosphate+1-galactosyltransferase на 